# هیده‌ئو تاناکا (کارگردان)
هیده‌ئو تاناکا (انگلیسی: Hideo Tanaka; ۲۴ نوامبر ۱۹۳۳ – ۹ ژوئیهٔ ۲۰۱۱) کارگردان فیلم اهل ژاپن بود.